# Thonet
Die Thonet GmbH im nordhessischen Frankenberg ist einer der ältesten Möbelhersteller in Deutschland und weltweit. Der Gründer Michael Thonet verlegte seine seit 1819 bestehende Werkstatt 1842 von Boppard am Rhein nach Wien, wo seine Firma dank der von ihm erfundenen Bugholzmöbel im 19. Jahrhundert ihre erste Blütezeit erlebte. Nach den beiden Weltkriegen erlangte Thonet insbesondere mit Stahlrohrmöbeln im Bauhaus-Stil Weltruhm.

## Geschichte

### 19. und frühes 20. Jahrhundert

Michael Thonet und seine Söhne, von links nach rechts Michael jun., Josef, Michael sen., August, Franz, Jakob (1850er Jahre)

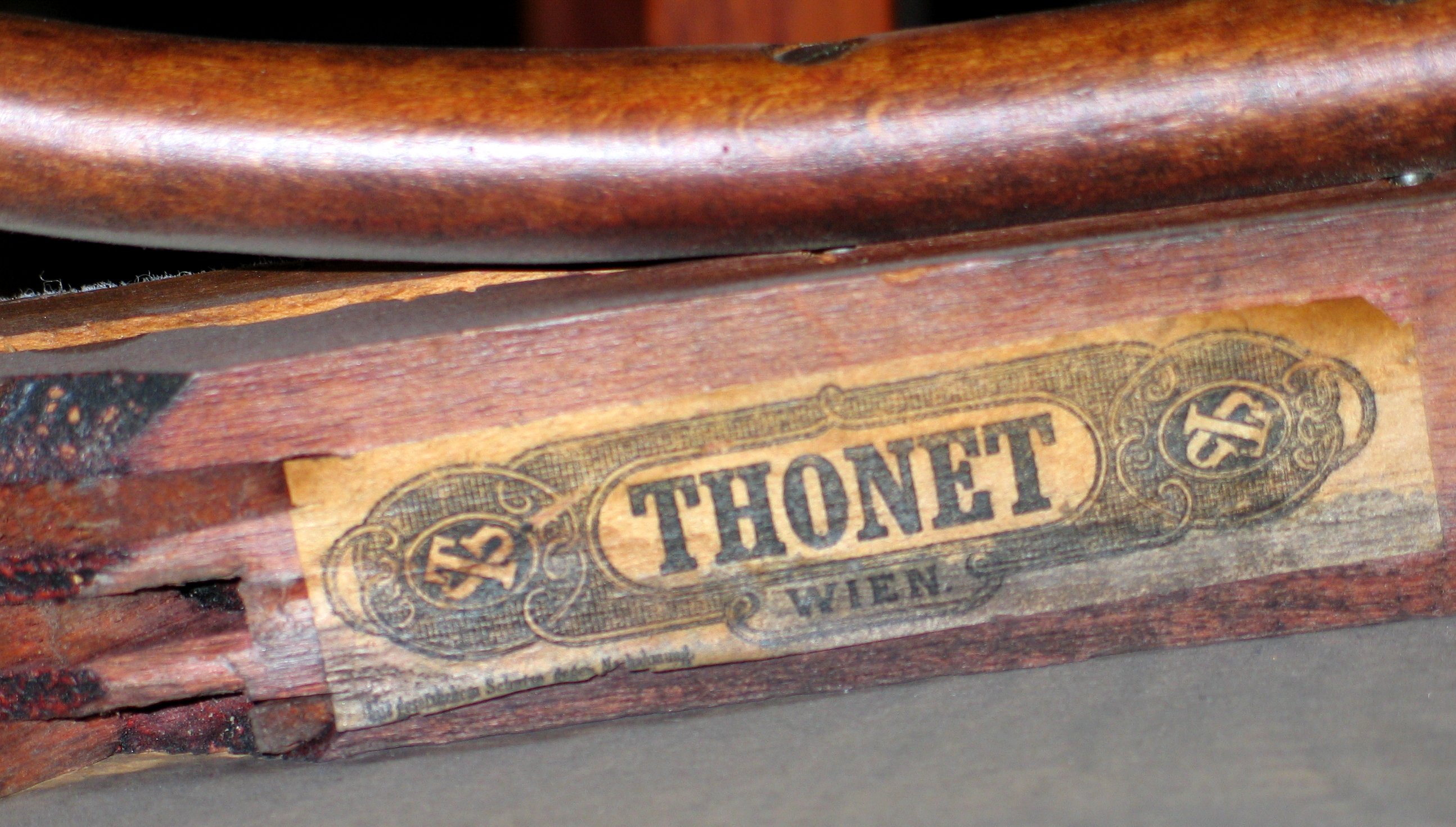
Papieraufkleber unter einem der Thonet-Stühle im Neuen Rathaus von Hannover

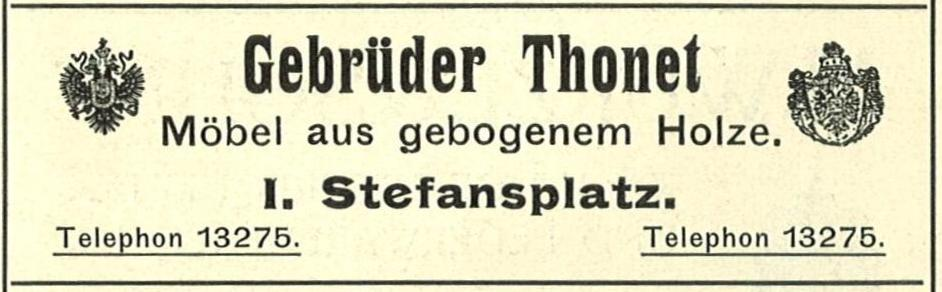
Werbung aus dem Jahre 1906

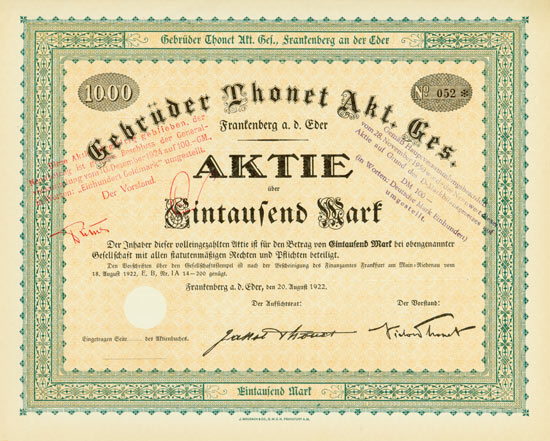
Aktie über 1000 Mark der Gebrüder Thonet AG vom 20. August 1922

Michael Thonet experimentierte bereits in seiner ersten, 1819 gegründeten Werkstatt in Boppard am Rhein mit Bugholztechniken; um 1830 entstanden die ersten Entwürfe mit gebogenem Schichtholz. Die Presse berichtete hierüber im Jahre 1841:

„Der Schreiner Thonet in Boppard soll die Kunst erfunden haben, dem Holze, und zwar jeder Holzsorte, Elastizität, eine ganz beliebige Krümmung, und eine solche Leichtigkeit zu geben, daß z. B. ein vollständiger Stuhl nur 5 Pfund wiegt und noch bedeutend leichter werden wird, wenn es ein von Rohr geflochtener ist. Der Schreiner Thonet, welcher glaubt, daß durch seine Erfindung eine völlige Revolution in der Kunstschreinerei hervorgebracht werde, da die bisherigen feinsten Arbeiten gegen die seinigen noch plump erscheinen, hat ein Patent für seine Erfindung nachgesucht, und will, bevor ihm dasselbe zugestanden ist, keine Verkäufe machen.“

Der ebenfalls aus dem Rheinland stammende, österreichische Staatskanzler Metternich holte ihn 1842 nach Wien. Dort begann mit dem sogenannten Wiener-Kaffeehaus-Stuhl von 1859 (Herstellerbezeichnung: Stuhl Nr. 14) der wirtschaftliche Erfolg der Firma. Am 28. Juli 1852 wurde den Gebrüdern Franz, Michael, August, Joseph und Jacob Thonet in Wien, Gumpendorf Nr. 396, auf die „Erfindung, dem Holze durch das Zerschneiden und Wiederzusammenleimen jede beliebige Biegung und Form in verschiedener Richtung zu geben“, in Österreich erstmals ein Patent für die Dauer von zunächst einem Jahr erteilt. Dieses Patent wurde danach mehrfach verlängert.
Am 1. November 1853 übertrug Michael Thonet das Geschäft an seine Söhne, obgleich er selbst bis an sein Lebensende weiterhin für das Familienunternehmen tätig blieb. Die Gründung und Protokollierung der Firma »Gebrüder Thonet« erfolgte mit diesem Datum. Als mit dem zunehmenden Bedarf und der Vergrößerung des Geschäftes die ursprünglich an der Wiener Gumpendorfer Straße errichtete Werkstätte zu klein geworden war, mietete Thonet im Jahre 1853 die neben der Sechshauserlinie gelegene, zur ehemaligen Herrschaft Gumpendorf gehörige Mollardmühle samt Wohnhaus und Nebengebäuden. Nach der Übersiedlung in die Mollardmühle im Sommer 1853 waren dort insgesamt 42 Arbeiter beschäftigt. Waren bislang nur Maschinen mit Handbetrieb in der Produktion zum Einsatz, so wurde in diesem Jahr die erste kleine Dampfmaschine in Betrieb genommen.
Aufgrund der ständig wachsenden Fabrikation und des fortwährend steigenden Absatzes an Bugholzmöbeln erwiesen sich bald auch die Räume der Mollardmühle als unzureichend und die Beschaffung von Buchenholz in geeigneter Qualität wurde schwieriger. Deshalb beschloss Thonet, die Fabrikation in eine waldreiche Gegend in der Provinz zu verlegen, wo frisch geschlagenes Buchenholz direkt aus dem Wald beschafft werden konnte und billige Arbeitskräfte zur Verfügung standen. Die Wahl fiel auf das nahe einer Bahnstation gelegene Koritschan bei Gaya in Mähren. Nach Abschluss eines mehrjährigen Holzliefervertrags mit dem Besitzer der Herrschaft Koritschan Hermann Christian Wittgenstein wurde dort die erste große Bugholzmöbelfabrik errichtet. Im Frühjahr 1856 überließ Michael Thonet seinen Söhnen die Leitung des Wiener Betriebs und übersiedelte von Wien nach Koritschan. Dort zeichnete er selbst die Baupläne und leitete Bau und Einrichtung der Fabrik. Am 10. Juli 1856 erhielten die Gebrüder Thonet ein neues „Privilegium“ auf die "Anfertigung von Sesseln und Tischfüßen aus gebogenem Holz, dessen Biegung durch Einwirkung von Wasserdämpfen oder siedenden Flüssigkeiten geschieht".
Im Jahr 1857 nahm die Fabrik in Koritschan den Betrieb auf. Hierbei wurden die Grundlagen der Fabrikation geschaffen, die für die weitere Entwicklung und Expansion maßgeblich waren. Die Teilung der Arbeit wurde durchgeführt; Professionisten waren an der eigentlichen Sesselherstellung nicht mehr beteiligt. Zu den schweren Arbeiten wurden Männer herangezogen, für die leichteren wie Raspeln, Polieren, Flechten, Einpacken usw. nur jugendliche Hilfsarbeiter, meist Mädchen. Das Rohrflechten erfolgte nach einiger Zeit fast ausschließlich in Hausindustrie. Es waren billige Arbeitskräfte vorhanden, die jedoch erst geschult werden mussten. Im ersten Betriebsjahr 1857 wurden dort 9700 Stühle hergestellt, drei Jahre später fast 43.400. Mit der industriellen Produktion ging eine Spezialisierung auf eine sehr schmale Produktpalette einher. Thonet produzierte ausschließlich Sitzmöbel, Garderoben, Fußschemel, Kofferstände und Gartenmöbel. Versuche einer Ausweitung auf andere Möbelstücke blieben aus.
Als auch die von Jahr zu Jahr vergrößerte Koritschaner Fabrik den fortwährend steigenden Bedarf nicht mehr decken konnte, wurden der Reihe nach die Fabriken in Bistritz am Hostein im Jahre 1862, Gross-Ugrócz 1865, Hallenkau mit Filiale Wsetin 1868, Nowo Radomsk 1880 und Frankenberg in Hessen 1890 errichtet. Außerdem wurde eine große Anzahl von Filialen und Sägewerken in Betrieb genommen. Insgesamt legte das Unternehmen aber großen Wert darauf, keine Abschnitte der eigentlichen Möbelfertigung an Zulieferer auszulagern, um Nachahmungen zu erschweren. 1885 wurden erstmals Versandkataloge herausgegeben, zunächst vier-, von 1895 an sechssprachig. Während des Herbstmanövers von 1897 befand sich das Hauptquartier von Kaiser Franz Joseph I. in Bistriz am Hostein. Am 3. September des Jahres besuchte der Kaiser die dortige Fabrik. Nach einem Rundgang durch sämtliche Räume des ausgedehnten Etablissements sprach der Kaiser den anwesenden Chefs des Hauses in Worten hoher Anerkennung seine Zufriedenheit aus.
Seit jener Zeit beteiligte sich die Firma Thonet an allen großen Gewerbeausstellungen. Die Fabrikate des Hauses wurden in die ganze Welt exportiert.
Kaiser Franz Joseph I. zeichnete den Begründer des Hauses mit dem goldenen Verdienstkreuz mit der Krone sowie mit dem Ritterkreuz des Franz-Joseph-Ordens aus, und auch die Leistungen der Söhne Michael Thonets wurden durch Verleihung des Ritterkreuzes des Franz-Joseph-Ordens und des Ordens der Eisernen Krone III. Klasse anerkannt. Nach dem Tod Michael Thonets wuchs das Unternehmen und die Bugholzmöbelindustrie weiter. Es war das Verdienst von Thonet, eine neue, bedeutende Industrie geschaffen zu haben. Um das Jahr 1910 betrieben 52 Firmen in mehr als 60 Fabriken über die Grenzen Österreich-Ungarns hinaus die Erzeugung von Möbeln aus gebogenem Holz. Allein in Österreich-Ungarn beanspruchte diese Industrie die regelmäßige forstwirtschaftliche Ausnützung von 350.000 ha Buchenwaldungen. Mehr als 23.000 t Bugholzmöbel wurden aus der Doppelmonarchie alljährlich in alle Weltteile exportiert, und etwa 35.000 Menschen fanden auf diesem Erwerbsgebiet Beschäftigung.
Die Angehörigen der Familie Thonet hatten als patriotische Kaisertreue während des Ersten Weltkrieges viel in Kriegsanleihen investiert, weshalb der Zusammenbruch der Monarchie und die schwierigen Nachkriegsjahre dem Unternehmen schwer zusetzten. In den 1920er Jahren kaufte sich der jüdische Kaufmann Leopold Pilzer aus Ungarn ein und führte Thonet mit der „Mundus AG“ und später mit dem Unternehmen „Jacob & Josef Kohn“ (Wien) zusammen. Pilzer gelang es, das Unternehmen wieder profitabel zu machen, indem er in Stahlrohrmöbel investierte. Er kaufte in Berlin Unternehmen, die für das Bauhaus arbeiteten, und führte Entwürfe von Mies van der Rohe, Le Corbusier und Marcel Breuer aus.
Mit dem Einmarsch der Nationalsozialisten und dem Anschluss war Pilzer zur Emigration gezwungen und floh in die Vereinigten Staaten. Das Unternehmen Thonet wurde zerschlagen, Pilzer gründete in Nordamerika Thonet Industries.

### Nachkriegszeit

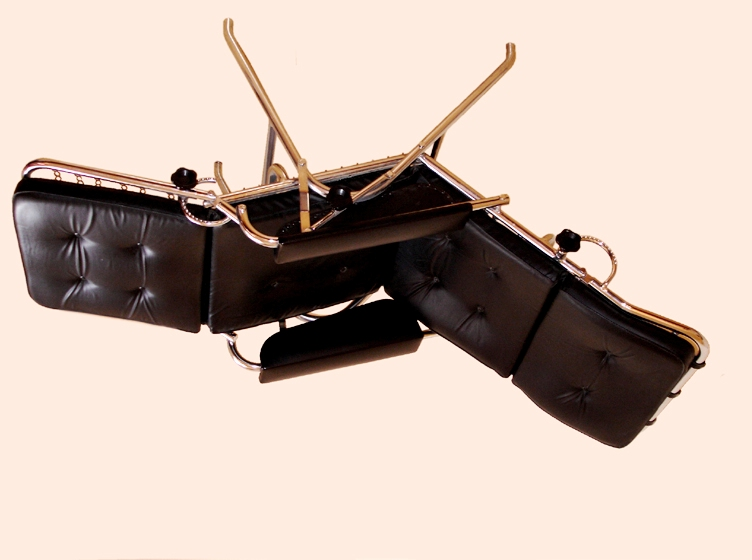
Thonet-Stuhl in Stahlrohrbauweise (1964), entworfen von Hans Luckhardt

Nachdem die tschechischen, polnischen und ungarischen Werke durch Enteignung verloren waren und der Wiener Stammsitz im Zweiten Weltkrieg zerstört worden war, baute Georg Thonet, ein Urenkel des Gründers Michael Thonet, das ebenso kriegszerstörte 1890 errichtete Werk in Frankenberg wieder auf und gründete dort 1953 die Thonet GmbH neu. Mit Peter Thonet führte seit 2011 ein direkter Nachfahre des Gründers das Unternehmen.
Durch eine Kapitalerhöhung erwarb 2013 der Finanzinvestor Afinum eine Mehrheitsbeteiligung an der GmbH. Seitdem wird die Firma von einer externen Geschäftsführung geleitet. 2022 übernahm die Benner Beteiligungsgesellschaft mbH & Co.KG den Mehrheitsanteil von 68 % an der Thonet GmbH.
Das ehemalige Werk in Polen produziert heute unter dem Firmennamen Meble Radomsko und das Werk in Tschechien unter dem Firmennamen Ton a.s.

### Gebrüder Thonet Vienna

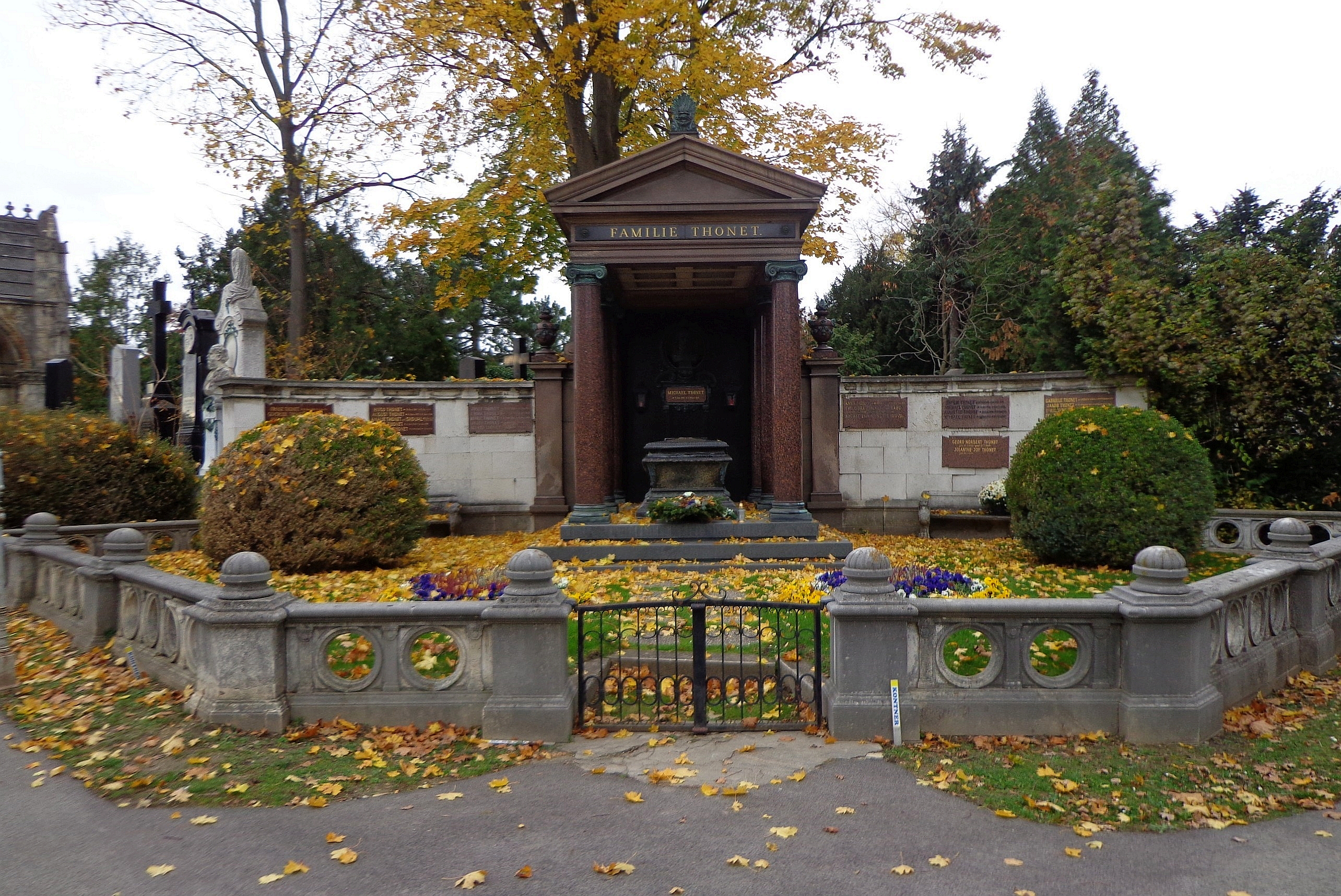
Grabanlage der Familie Thonet auf dem Wiener Zentralfriedhof, Gruppe 14 B

In Österreich wurde 1962 mit einem Werk in Friedberg (Steiermark) wieder mit der Produktion begonnen. Am 9. Mai 1980 erhielt Gebrüder Thonet KG die staatliche Auszeichnung. Eine Reihe von Managementfehlern führte schließlich 1996 zum Verkauf des österreichischen Zweiges an einen deutschen Investor. Im Jahr 2000 wurde wieder verkauft, diesmal an den italienischen Luxusmöbelhersteller Poltrona Frau. Unter der Führung des Generaldirektors Fiorenzo Mengoni ist „Thonet Vienna“ wieder profitabel und international bekannt geworden. Das österreichische Thonet-Werk wurde dennoch 2006 geschlossen, an die ehemalige Produktion erinnert nur noch das Thonet-Museum in Friedberg in der Steiermark. Im Juli 2011 wurde das Werksgelände von Poltrona Frau an eine ortsansässige Investorengemeinschaft verkauft.

## Produkte
Zur Produktpalette gehören heute die Klassiker, mit denen das Unternehmen bekannt geworden ist, ebenso wie Entwürfe namhafter zeitgenössischer Designer wie z. B. Hadi Teherani, Norman Foster oder Stefan Diez. Neben den Bugholzmöbeln (Wiener Caféhaus-Stuhl) des 19. Jahrhunderts zählten die Stahlrohrmöbel der 1920er und 1930er Jahre, entworfen von Stardesignern wie Marcel Breuer oder Mies van der Rohe, zu den Verkaufsschlagern der Firma. Thonet-Möbel sind heute in allen bedeutenden Designmuseen der Welt vertreten, etwa im New Yorker Museum of Modern Art oder in der Pinakothek der Moderne in München.

### Bugholzmöbel

Seite aus dem Gebrüder Thonet Katalog (1904)

Bugholzmöbel begründeten den Erfolg des Unternehmens. Dies gelang vor allem mit dem sogenannten Wiener Caféhaus-Stuhl, eigentlich Stuhl Nr. 14, der sich bereits bis 1930 über 50 Millionen Mal verkaufte.
Bugholzmöbel (Auswahl)
- Nr. 14 (Wiener Kaffeehaus-Stuhl) von 1859
- Nr. 1 (Schaukelstuhl) von 1860
- Nr. 18, spätes 19. Jhd.
- Nr. 56 von 1885
- 209 (Le-Corbusier-Stuhl, da vielfach von Le Corbusier in seinen Bauten verwendet)[17]
- 247 von 1904 („Postsparkassen-Stuhl“, Design: Otto Wagner)

### Stahlrohrmöbel
In den 1930er Jahren war Thonet der weltweit größte Produzent von Stahlrohrmöbeln, entworfen wurden sie von bekannten Architekten/Designern wie Mart Stam, Marcel Breuer oder Le Corbusier, vorwiegend aus dem Umfeld des Bauhauses, dessen Designer als Erste mit kalt gebogenem Stahlrohr arbeiteten.
Stahlrohrmöbel (Auswahl)
- S 33 von 1926 (Design: Mart Stam)
- S 32 und S64 von 1929/1930 (Design: Marcel Breuer)
- S 533 von 1927 (Design: Ludwig Mies van der Rohe)

## Museen und Ausstellungen
Im Jahr 1989 wurde in Frankenberg ein Museum eröffnet, welches sich auf dem Firmengelände befindet und historische Exponate auf 700 Quadratmetern Ausstellungsfläche zeigt.
Das Museum für angewandte Kunst, MAK Wien besitzt eine große Möbelsammlung und zeigt in seiner Dauerausstellung einen Überblick über hundert Jahre Thonet’scher Produktion sowie jener der Gebrüder Kohn und der Möbelfabrik Danhauser. Auch die Museen des Mobiliendepots in Wien zeigen ausgewählte Objekte aus dem Hause Thonet, darunter den grazilen Laufsessel des Michael Thonet von 1843/48 für das Wiener Stadtpalais Liechtenstein. Anlässlich des 200-jährigen Jubiläums des Unternehmens Thonet wird das Museum für angewandte Kunst, MAK Wien eine umfassende Ausstellung präsentieren (Herbst 2019).
Das Thonet-Museum der Stadt Boppard in der Kurfürstlichen Burg zeigt Möbel aus gebogenem Holz, primär von der Fa. Gebr. Thonet. Sammlungsschwerpunkt sind die Möbel vor dem Ersten Weltkrieg. Das Museum wurde nach umfangreichen Sanierungsmaßnahmen an dem Museumsgebäude inzwischen wieder geöffnet (Stand 2017).
Das Thonet-Museum der Stadt Friedberg (Steiermark) zeigt über 80 Exponate, darunter den Weltausstellungstisch von 1851 oder der einzige Liechtenstein-Stuhl, der sich in einer Privatsammlung befindet, sowie der Postsparkassenstuhl von Otto Wagner und formschöne Stücke der Wiener Sezessionisten.
2014 zeigte das Grassimuseum in Leipzig die Ausstellung Sitzen, Liegen, Schaukeln.Möbel von Thonet.